# Kodžadžik
Kodžadžik (mazedonisch Коџаџик; türkisch Kocacık; albanisch Koxhaxhik oder auch Koxhaxhiku) ist ein Dorf im Süden der Gemeinde Centar Župa im westlichen Nordmazedonien. Westlich des Dorfes fließt der Schwarze Drin. Die Gegend ist sehr hügelig; die Bevölkerung ist mehrheitlich in der Landwirtschaft beschäftigt. Das Dorf hat 275 ausnahmslos türkische Einwohner (Volkszählung 2002).

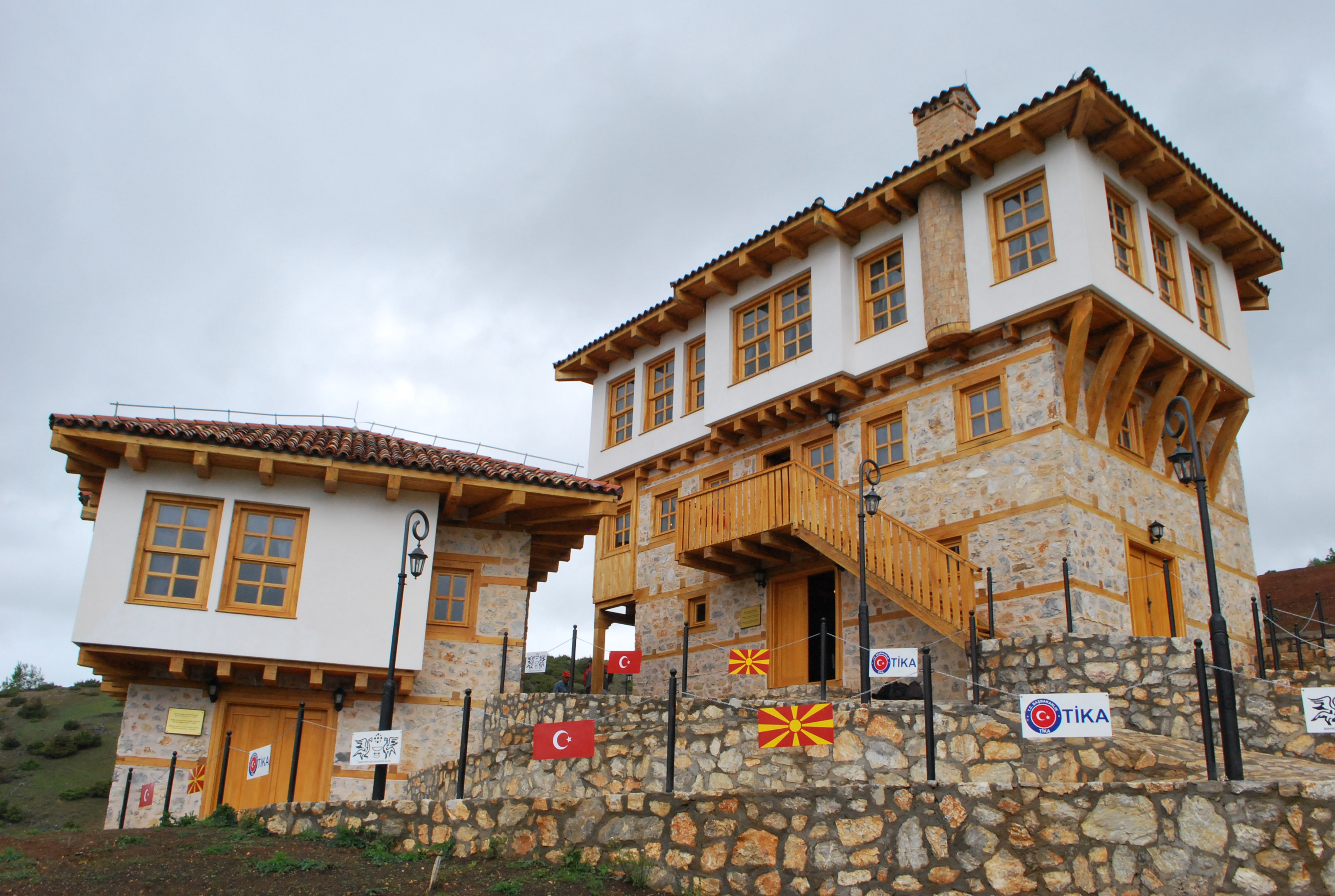
Ali-Riza-Gedächtnishaus von Kodžadžik

Kodžadžik wird im Jahr 1385 erstmals schriftlich erwähnt. Damals hieß der Ort Svetigrad (andere Namensform: Sfetigrad).
1443/44 und 1448 war die Dorfburg Schauplatz von Belagerungen der Osmanen. Die Burg wurde von der Liga von Lezha gehalten, die aus albanischen und montenegrinischen Fürsten bestand, die ihre Länder vor der schreitenden Macht schützen wollten. Von der Schlacht im Jahr 1448 wurden Gräber von 300 christlichen und 900 muslimischen Gefallenen gefunden. Die Liga musste nach ihrer Niederlage die Burg an die Osmanen abgeben.
Nach der osmanischen Eroberung 1448 bekam das Dorf den türkischen Namen Kocacık, was so viel wie „große Schlacht“ bedeutet. In dieser Periode siedelten sich auch die ersten Türken an.
In Kodžadžik stand das Elternhaus des Gründers der 1923 ausgerufenen Republik Türkei, Mustafa Kemal Atatürk, sowie seines Vaters Ali Rıza Efendi. Im September 2012 wurde an dieser Stelle ein Gedenkhaus zu Ehren Atatürks eröffnet.